# Шуша, ты свободна! (фильм)
Шуша, ты свободна! (азерб. Şuşa, sən azadsan!) — фильм основанный на реальных событиях, где представлены детали Битвы за Шушу, ставшей одной из самых ярких страниц современной военной истории.

## Содержание
"Шуша, ты свободна!" повествует о героизме азербайджанских солдат при освобождении азербайджанских земель от оккупации. В фильме впервые зрителям показаны впечатляющие моменты одной из самых ярких страниц современной военной истории - "Битву за Шушу". В фильме представлены интервью отважных солдат и офицеров, проводивших Шушинскую операцию, боевой путь, пройденный “спецназовцами”, освободившими город Шуша от оккупации, эксклюзивные кадры, снятые в ходе операции.
В фильме показаны реальные сцены боев, которых до сих пор никто не видел.

## О фильме
Съемки документального фильма «Шуша, ты свободна!», состоялись накануне Дня Победы.
Фильм отражает патриотический дух азербайджанских солдат во время 44-дневной войны, их эмоции, переживания и, самое главное, абсолютную уверенность в Победе.

## Съемочная группа
Документальный фильм "Шуша, ты свободна!" — снят совместно «Баку Медиа Центром» и студией «Салнамефильм» при поддержке Министерства культуры Азербайджанской Республики.
Главный продюсер фильма Арзу Алиева,
режиссер — Джавидан Шарифов, продюсеры — Назим Гусейнов и Орман Алиев.